# Alfred Duncan
Joseph Alfred Duncan (ur. 10 marca 1993) – ghański piłkarz, grający na pozycji pomocnika we włoskim klubie Venezia. W latach 2012-2017 dziesięciokrotny reprezentant Ghany.

## Kariera klubowa
Duncan został zawodnikiem Interu Mediolan w marcu 2011 roku. 26 sierpnia 2012 roku zadebiutował w Serie A w meczu z Pescarą, gdy wszedł na boisko w 86. minucie za Waltera Gargano. 24 stycznia 2013 został wypożyczony na pół roku do Livorno. Po awansie jego nowej drużyny do Serie A, Duncan wrócił do Mediolanu jednak 20 sierpnia 2013 roku wrócił na kolejne wypożyczenie do Livorno.
19 lipca 2014 roku Inter ogłosił wypożyczenie Duncana do UC Sampdoria na dwa sezony. 1 lutego 2015 roku Sampdoria ogłosiła, że po zakończeniu sezonu wykupi zawodnika. 23 lipca 2015 ogłoszono wypożyczenie zawodnika do US Sassuolo z obowiązkowym wykupem po zakończeniu sezonu.
Po ponad czterech sezonach w Sassuolo, 31 stycznia 2020 roku przeszedł na zasadzie wypożyczenia do Fiorentiny, z obowiązkiem wykupu za kwotę 15 milionów Euro latem 2020 roku.

## Kariera reprezentacyjna
Duncan zaliczył debiut w seniorskiej kadrze Ghany 14 listopada 2012 roku w towarzyskim meczu przeciwko Republice Zielonego Przylądka. W 2013 roku znalazł się w kadrze reprezentacji Ghany na Mistrzostwa Świata U-20 rozgrywane w Turcji. Reprezentacja Ghany zdobyła tam trzecie miejsce, a Duncan zagrał w 4 spotkaniach.